# Мадона Пјетракварија (Л'Аквила)
Мадона Пјетракварија (итал. Madonna Pietracquaria) је насеље у Италији у округу Л'Аквила, региону Абруцо.
Према процени из 2011. у насељу је живело 7 становника. Насеље се налази на надморској висини од 942 м.